# Рошкі-Влодкі
Рошкі-Влодкі (пол. Roszki-Włodki) — село в Польщі, у гміні Лапи Білостоцького повіту Підляського воєводства.
Населення — 73 особи (2011).
У 1975-1998 роках село належало до Білостоцького воєводства.

## Демографія
Демографічна структура станом на 31 березня 2011 року:
|          | Загалом | Допрацездатний вік | Працездатний вік | Постпрацездатний вік |
| -------- | ------- | ------------------ | ---------------- | -------------------- |
| Чоловіки | 39      | 9                  | 24               | 6                    |
| Жінки    | 34      | 7                  | 18               | 9                    |
| Разом    | 73      | 16                 | 42               | 15                   |